# Abdon Batista
Abdon Batista là một đô thị thuộc bang Santa Catarina, Brasil. Đô thị này có diện tích 235,6 km², dân số năm 2007 là 2775 người, mật độ 10,3 người/km².